# Lidl Unihockey Prime League (innebandy)
Lidl Unihockey Prime League (L-UPL) är den schweiziska högstaligan i innebandy. Från 1983 till 2007 och från 2013 till 2022 var namnet Nationalliga A. Från 2007 till 2013 var ligans namn Swiss Mobiliar League (SML). Sedan 2022 heter den Lidl Unihockey Prime League.
L-UPL är innebandyvärldens enda riktiga proffsliga.[källa behövs]

## Säsongen 2022/2023

### Herrar
- Alligator Malans
- Chur Unihockey
- Floorball Köniz
- Grasshopper Club Zürich
- HC Rychenberg Winterthur
- Floorball Thurgau
- SV Wiler-Ersigen
- Tigers Langnau
- Zug United
- Basel Regio
- UHC Uster
- UHC Waldkirch-St. Gallen

### Damer
- Kloten-Dietlikon Jets
- Piranha Chur
- Zug United
- Red Ants Rychenberg Winterthur
- UHC Waldkirch-St. Gallen
- Skorpion Emmental Zollbrück
- Wizards Bern Burgdorf
- Floorball Riders DBR
- UHC Laupen ZH
- Unihockey Berner Oberland

## Schweiziska mästare genom åren

### Herrar
| År   | Mästare                 | Andra plats              |
| ---- | ----------------------- | ------------------------ |
| 2022 | Grasshopper Club Zürich | SV Wiler-Ersigen         |
| 2021 | Floorball Köniz         | SV Wiler-Ersigen         |
| 2020 | Ingen mästare           |                          |
| 2019 | SV Wiler-Ersigen        | Grasshopper Club Zürich  |
| 2018 | Floorball Köniz         | SV Wiler-Ersigen         |
| 2017 | SV Wiler-Ersigen        | Alligator Malans         |
| 2016 | Grasshopper Club Zürich | Floorball Köniz          |
| 2015 | SV Wiler-Ersigen        | Alligator Malans         |
| 2014 | SV Wiler-Ersigen        | Unihockey Tigers Langnau |
| 2013 | Alligator Malans        | Floorball Köniz          |
| 2012 | SV Wiler-Ersigen        | Grasshopper Club Zürich  |
| 2011 | SV Wiler-Ersigen        | Alligator Malans         |
| 2010 | SV Wiler-Ersigen        | HC Rychenberg Winterthur |
| 2009 | SV Wiler-Ersigen        | Unihockey Tigers Langnau |
| 2008 | SV Wiler-Ersigen        | Floorball Köniz          |
| 2007 | SV Wiler-Ersigen        | Unihockey Tigers Langnau |
| 2006 | Alligator Malans        | SV Wiler-Ersigen         |
| 2005 | SV Wiler-Ersigen        | Grasshopper Club Zürich  |
| 2004 | SV Wiler-Ersigen        | Alligator Malans         |
| 2003 | UHC Rot-Weiss Chur      | SV Wiler-Ersigen         |
| 2002 | Alligator Malans        | SV Wiler-Ersigen         |
| 2001 | UHC Rot-Weiss Chur      | Alligator Malans         |
| 2000 | UHC Rot-Weiss Chur      | Alligator Malans         |
| 1999 | UHC Alligator Malans    | UHC Rot-Weiss Chur       |
| 1998 | UHC Rot-Weiss Chur      | UHC Alligator Malans     |
| 1997 | UHC Alligator Malans    | UHC Rot-Weiss Chur       |
| 1996 | UHC Rot-Weiss Chur      | Torpedo Chur             |
| 1995 | UHC Rot-Weiss Chur      |                          |
| 1994 | UHC Rot-Weiss Chur      | UHC Alligator Malans     |
| 1993 | UHC Rot-Weiss Chur      | HC Rychenberg Winterthur |
| 1992 | UHC Rot-Weiss Chur      | HC Rychenberg Winterthur |
| 1991 | UHC Rot-Weiss Chur      |                          |
| 1990 | UHC Rot-Weiss Chur      |                          |
| 1989 | UHC Rot-Weiss Chur      | UHC Elch Zürich          |
| 1988 | UHT Zäziwil             |                          |
| 1987 | UHT Zäziwil             |                          |
| 1986 | UHC Giants-Kloten       |                          |
| 1985 | UHT Zäziwil             |                          |
| 1984 | UHC Urdorf              |                          |
| 1983 | UHC Grün-Weiss Zürich   |                          |

### Damer
| Året | Mästare                                                         | Vice mästare                    |
| ---- | --------------------------------------------------------------- | ------------------------------- |
| 2022 | Kloten-Dietlikon Jets                                           | Piranha Chur                    |
| 2021 | Kloten-Dietlikon Jets                                           | UHV Skorpion Emmental Zollbrück |
| 2020 | Ingen mästare                                                   |                                 |
| 2019 | Kloten-Dietlikon Jets                                           | Piranha Chur                    |
| 2018 | Piranha Chur                                                    | UHC Dietlikon                   |
| 2017 | UHC Dietlikon                                                   | Piranha Chur                    |
| 2016 | Piranha Chur                                                    | UHC Dietlikon                   |
| 2015 | Piranha Chur                                                    | UHC Dietlikon                   |
| 2014 | Piranha Chur                                                    | UHC Dietlikon                   |
| 2013 | Piranha Chur                                                    | UHC Dietlikon                   |
| 2012 | Piranha Chur                                                    | UHC Dietlikon                   |
| 2011 | Red Ants Rychenberg Winterthur                                  | Piranha Chur                    |
| 2010 | Piranha Chur                                                    | Red Ants Rychenberg Winterthur  |
| 2009 | UHC Dietlikon                                                   | Red Ants Rychenberg Winterthur  |
| 2008 | UHC Dietlikon                                                   | Piranha Chur                    |
| 2007 | UHC Dietlikon                                                   | Red Ants Rychenberg Winterthur  |
| 2006 | UHC Dietlikon                                                   | Red Ants Rychenberg Winterthur  |
| 2005 | Red Ants Rychenberg Winterthur                                  | UHC Dietlikon                   |
| 2004 | Red Ants Rychenberg Winterthur                                  | UHC Dietlikon                   |
| 2003 | UHC Dietlikon                                                   | Piranha Chur                    |
| 2002 | Red Ants Rychenberg Winterthur                                  | UHC Dietlikon                   |
| 2001 | Red Ants Rychenberg Winterthur (förut HC Rychenberg Winterthur) | UHC Dietlikon                   |
| 2000 | HC Rychenberg Winterthur                                        | Jona-Uznach Flames              |
| 1999 | HC Rychenberg Winterthur                                        | UHC Giants Kloten               |
| 1998 | HC Rychenberg Winterthur                                        | Piranha Chur                    |
| 1997 | HC Rychenberg Winterthur                                        |                                 |
| 1996 | HC Rychenberg Winterthur                                        |                                 |
| 1995 | HC Rychenberg Winterthur                                        |                                 |
| 1994 | HC Rychenberg Winterthur                                        |                                 |
| 1993 | HC Rychenberg Winterthur                                        |                                 |
| 1992 | HC Rychenberg Winterthur                                        |                                 |
| 1991 | HC Rychenberg Winterthur                                        |                                 |
| 1990 | BTV Chur                                                        |                                 |
| 1989 | HC Rychenberg Winterthur                                        |                                 |
| 1988 | HC Rychenberg Winterthur                                        |                                 |
| 1987 | HC Rychenberg Winterthur                                        |                                 |